# Starý Harcov
Starý Harcov (německy Alt Harzdorf) je část města Liberec. Nachází se na východě Liberce. Liberec XV-Starý Harcov leží v katastrálním území Starý Harcov o rozloze 11,67 km². V katastrálním území Starý Harcov leží i Liberec XVI-Nový Harcov.

## Historie
První písemná zmínka o čtvrti pochází z roku 1522 a nachází se v zápisu ve frýdlantské městské knize. Roku 1939 byla připojena k Liberci.
Součástí Starého Harcova je rovněž sídliště Kunratická, jedno z největších panelových sídlišť v Liberci, které bylo vybudováno v letech 1981–1985 Pozemními stavbami Liberec.

## Doprava
Veřejnou dopravu zajišťují autobusové linky liberecké MHD.
Do severní části Starého Harcova zajíždí linka č. 19, nacházejí se zde zastávky Březová alej, Lesní správa, Zahrádky a Harcov střelnice, kde většina spojů končí.
Střední částí Starého Harcova projíždí linka č. 15. Jsou zde umístěny zastávky Univerzitní koleje, U Terstu, Vlčí vrch a Harcov kostel, kde část spojů končí. Na obratišti Univerzitní koleje jsou rovněž ukončeny i školní linky č. 57 a 58, které slouží studentům Technické univerzity.
Dopravu na sídliště Kunratická, umístěné v jižní části Starého Harcova, zajišťují linky č. 22 a 29. Cestujícím slouží zastávky Ječná, Hrubínova, Východní a Kunratická sídliště, na níž většina spojů končí.

## Školství
Na území Starého Harcova se nacházejí dvě základní školy – ZŠ Na Výběžku a ZŠ Aloisina Výšina.
V sedmdesátých letech dvacátého století začala výstavba univerzitních kolejí Technické univerzity podle návrhu architekta Pavla Švancera. Koleje se nacházejí v ulici 17. listopadu a jsou tvořeny šesti desetipodlažními bloky s kapacitou 2300 lůžek. Kromě ubytovacích míst se zde nacházejí i restaurace a kluby, umístěná je zde i univerzitní sportovní hala.

## Pamětihodnosti
- Liberecká výšina – kopec s rozhlednou a restaurací
- Vila Heinricha Liebiega – bývalé letní sídlo rodu Liebiegů[7]
- Bytový dům "Wolkerák" – atypický bytový dům v Sosnové ulici navržený ateliérem SIAL[8]
- Obchodní centrum Luna – obchodní areál na sídlišti Kunratická

## Další stavby
- Dům Karla Hubáčka – rodinný dům z let 1959–1961, Alšova ulice